# Análise sensorial
A análise sensorial ou avaliação sensorial é uma ciência que utiliza os sentidos humanos visão, olfato, tato, paladar e audição, para avaliar as características ou atributos de um produto. É uma ferramenta intensamente utilizada pelas indústrias de alimentos, bebidas, cosméticos, perfumes, produtos de limpeza, automóveis e outros.

## Metodologia

### Método descritivo
Identifica e quantifica os atributos sensoriais do produto por meio de um grupo de provadores, também chamados de avaliadores. Ele deve ser composto por equipe treinada de pessoas de ambos os sexos, diferente níveis sociais, idades e profissões..

Na indústria alimentícia, ,por exmeplo, as análises sensoriais descritivas tomam como referência, de modo geral, quatro diferentes categorias de percepção sensorial: aparência, aroma, sabor e textura dos produtos.

### Método discriminativo
Os métodos discriminativos determinam se há ou não diferença sensorial perceptível entre duas ou mais amostras. Os testes podem ser direcionais, quando avaliam um atributo em específico ou não direcionais  (termos gerais). Normalmente, esse tipo de teste é realizado quando sabe-se que o produto teve alguma mudança, por exemplo, no processamento ou na formulação. 
- Teste Duo-Trio: compara uma amostra com um padrão, apresenta-se três amostras, onde o julgador recebe uma padrão e outras duas tendo uma das duas igual a padrão.
- Teste de Comparação pareada (ABNT NBR ISO 5495): avalia se o mesmo atributo é diferente em duas amostras.
- Teste Triangular (ABNT NBR ISO 4120): Apresenta-se três amostras, duas iguais e uma diferente, o avaliador terá que identificar a diferente
- Teste de Ordenação: avalia se há diferenças entre duas ou mais amostras
- Teste de Comparação múltipla ou Teste de Diferença do Controle (ABNT NBR ISO 13526) : utiliza-se uma amostra padrão para verificar as diferenças de várias amostras em relação a ela.

### Método afetivo
Os testes afetivos são característicos de estudos com os consumidores do produto. Avaliam a preferência ou a aceitabilidade pelo produto. É composto por dois testes:
- Teste de aceitação: avalia o gosto do consumidor em relação a um produto (medida hedônica, utilizando escalas)
- Teste de preferência: avalia o gosto do consumidor em relação a um produto comparado com outro (escolha forçada)

## Fatores que influenciam a análise sensorial[1]
A análise sensorial é influenciada por fatores fisiológicos, psicológicos, físicos e de saúde.

### Fatores fisiológicos
- Antagonismo: quando os efeitos de dois ou mais estímulos tomados separadamente é maior do que a ação conjugada deles tomados em conjunto.
- Ampliação: quando um estímulo intensifica ou modifica a intensidade de outro estímulo.
- Sinergismo: quando a soma do nível de sensação de cada um dos estímulos é menor do que a ação conjugada deles.
- Camuflagem: quando um estímulo provoca a modificação da sensação de um outro estímulo.

### Fatores psicológicos
- Erros de expectativas: não se deve fornecer ao grupo muitas informações sobre o produto ou o objetivo da avaliação, apenas as estritamente necessárias.
- Erros de habituação: quando as amostras apresentam estímulos que aumentam ou diminuem gradativamente de intensidade, as avaliações podem não perceber amostras que fujam da tendência.
- Erro psicológico: é decorrente do anterior uma vez que induz o avaliador a associar uma característica a outra.
- Erro do efeito halo: ocorre quando se ao invés de classificar individualmente duas ou mais características, ao provador é solicitado que as avalie simultaneamente. Neste caso, o resultado pode ser diferente daquele obtido da análise individual dos mesmos.

### Fatores físicos
- Horário das provas: a prova deve ocorrer em horário em que os avaliadores não estejam com muita fome ou completamente saciados.
- Duração e intervalo entre as provas: a duração de cada prova ou o intervalo entre elas deve ser o suficiente para que não haja saturação dos sentidos (visuais, olfativos e degustativos) dos avaliadores.
- Local da prova: o ambiente onde a prova será realizada deve apresentar temperatura e iluminação adequados. Deve ser isenta de odores externos e haver cabine individual para cada avaliador.
- Temperatura das amostras: a amostra devem apresentar temperatura compatível com a qual é normalmente consumida.

### Fatores de saúde
Os avaliadores devem apresentar bom estado de saúde e não divergirem muito do normal, ou seja, não serem pessoas muito acanhadas, agitadas, inseguras, etc.